# Mariano de Rocafiguera
Mariano de Rocafiguera y Ventós (Vich, 1857-1928) fue un hacendado, periodista, juez y político español. 

## Biografía
Pertenecía a una familia de terratenientes originarios de Sora. Era hijo de Joaquín de Rocafiguera y Vila y de Mercedes Ventós y Mir. Durante el Sexenio Democrático su padre había sido vocal de la Junta carlista de Vich (la cual actuaba también como junta provincial de Barcelona), razón por la que, iniciada la tercera guerra carlista, el gobierno  decretaría su destierro junto con el de otros carlistas destacados. Durante la guerra, Joaquín de Rocafiguera fue miembro de la Diputación de Cataluña carlista.
Mariano de Rocafiguera estudió Derecho, era propietario agrario (se encontraba entre los ciento propietarios más importantes de Vich) y durante muchos años fue juez municipal de Vich. Como su padre, militó en el carlismo y fue director de El Norte Catalán, semanario tradicionalista editado en Vich desde 1886 hasta 1915, en el que colaboraron, entre otros, Jacinto de Maciá, Joaquín Albanell, Jacinto Verdaguer y Martín Genís y Aguilar. Polemizó en ocasiones con La Veu del Montserrat y reproducía a menudo textos de los diarios El Siglo Futuro y El Correo Catalán.
En nombre de este periódico, envió, con otros directores catalanes de prensa carlista cómo Francisco de Paula Oller, José de Palau y de Huguet, Jacinto de Maciá y Juan Santiago Griñó, una súplica al pretendiente Carlos de Borbón y Austria-Este para que restableciera la unidad de los carlistas reafirmando la unidad católica de España «con todas sus consecuencias de efectiva coerción», tal como había sido aplicada por su antepasado el rey Felipe II. En 1888 se separaría del carlismo con Ramón Nocedal para adherirse al Partido Integrista.
En Vich participó activamente en la reorganización de las escuelas nocturnas para obreros que patrocinaba la Juventud Católica y era uno de los miembros del Museo Episcopal. En 1894 participó en una peregrinación obrera a Roma, al retorno de la cual, el barco en el que viajaban, el vapor Bellver, estuvo a punto de naufragar por un fuerte temporal.
Debido a los proyectos de legislación anticlericales del Partido Liberal que promovían medidas como la libertad de cultos, la ampliación del matrimonio civil y la secularización de la enseñanza y los cementerios, en 1906 los integristas y los carlistas se reconciliaron para hacer frente a ellas conjuntamente. Ejemplificando la alianza, en la que también participaron los catalanistas, Mariano de Rocafiguera y el director de El Correo Catalán, Miguel Junyent, se dieron un abrazo en Vich, tal como lo habían hecho Nocedal y Vázquez de Mella en Tafalla.
A la muerte de Ramón Nocedal en 1907, el Partido Integrista se reorganizó y Rocafiguera se convirtió en su jefe regional en Cataluña, cargo que mantuvo durante casi dos décadas. Al igual que los carlistas, los integristas se adherirían a la coalición Solidaridad Catalana hasta su disolución en 1909 a raíz de la Semana Trágica. Rocafiguera también recomendó la participación de los integristas en las elecciones municipales, favoreciendo con su voto a los candidatos que fuesen «católicos prácticos».
En Vich el Partido Integrista, apoyado por los sectores ciudadanos, civiles y eclesiásticos más antiliberales, tuvo presencia pública y regidores municipales. La junta local del partido, encabezada por Rocafiguera, estaba formada por Antonio Banús, Ramón Isern, Juan Vilanova, Antonio Serra e Isidoro Valle.
En 1915 dejó de publicar El Norte Catalán, después de que el nuncio apostólico le amonestara por haber sostenido una polémica con el diario El Debate de Madrid.
Mariano de Rocafiguera escribió también en la Gazeta de Vich y era propietario de la Imprenta de San José. Tenía su domicilio en la Plaza Mayor (en aquella época, Plaza de la Constitución), número 24. Durante 26 años escribió el Programa del Cap de Llúpia de la fiesta mayor de Vich, donde explicaba de forma satírica los hechos más importantes ocurridos en la ciudad. Pertenecía al Círculo Literario Vicense.
Era hermano del político conservador José de Rocafiguera Ventós. Se casó con la Amalia Pous, natural de Tarrasa, con la que tuvo por hijo a José María de Rocafiguera y Pous, que fue procurador de los tribunales en Vich. Uno de los hijos de este último y nieto de Mariano de Rocafiguera, José María Rocafiguera y Serrabou (1933-2008), fue padre jesuita, profesor del Colegio Claver de Raimat y miembro de la Peña Barça Ciutat de Lleida. Juan Rocafiguera y Serrabou ha formado parte del Colegio de Abogados de Vich.